# Задерейко Антон В'ячеславович
Антон В'ячеславович Задерейко (нар. 4 березня 1999, Бердичів, Житомирська область, Україна) — український футболіст, воротар футбольного клубу «Поділля».

## Життєпис

### Юнацько—молодіжна кар'єра
Народився в місті Бердичів, Житомирська область. Вихованець молодіжної академії «Карпат», кольори яких з 2011 по 2016 рік захищав у ДЮФЛУ.
Напередодні старту сезону 2016/17 років переведений до юнацької команди «левів», а вже наступного сезону дебютував у молодіжній команді львів'ян. За чотири сезони, проведених у «Карпатах», так і не зіграв жодного офіційного матчу за першу команду (5 разів був у заявці на матчі УПЛ). На початку серпня 2020 року вільним агентом залишив львівський клуб.

#### В збірній
У 2015 році викликався до складу юнацької збірної України (U-17).

### Клубна кар'єра
Наприкінці січня 2021 року уклав договір з «Агробізнесом». У футболці волочиського клубу дебютував 18 серпня 2021 року в програному (0:2) виїзному поєдинку 1/32 фіналу кубку України проти чернівецької «Буковини». Антон вийшов на поле в стартовому складі та відіграв усі 120 хвилин. У січні 2022 року покинув «Агробізнес».
16 лютого 2022 року підписав контракт з хмельницьким «Поділлям», проте вже у серпні став гравцем футбольного клубу «Буковина». Дебютував у футболці чернівецького клубу 11 вересня 2022 року в програному (0:4) виїзному поєдинку 3-го туру першої ліги проти львівських «Карпат». Антон вийшов на поле в стартовому складі та відіграв усі 90 хвилин. У липні 2023 року залишив «Буковину».